# کارولینا سواستیانووا
کارولینا سواستیانووا (به انگلیسی: Karolina Sevastyanova) ژیمناست زادهٔ ۲۵ آوریل ۱۹۹۵ میلادی اهل کشور روسیه است.